# Olympische Winterspiele 2018
| Medaillenspiegel               | Medaillenspiegel   | Medaillenspiegel | Medaillenspiegel | Medaillenspiegel | Medaillenspiegel |
| Platz                          | Land               | G                | S                | B                | Ges.             |
| ------------------------------ | ------------------ | ---------------- | ---------------- | ---------------- | ---------------- |
| 1                              | Norwegen           | 14               | 14               | 11               | 39               |
| 2                              | Deutschland        | 14               | 10               | 7                | 31               |
| 3                              | Kanada             | 11               | 8                | 10               | 29               |
| 4                              | Vereinigte Staaten | 9                | 8                | 6                | 23               |
| 5                              | Niederlande        | 8                | 6                | 6                | 20               |
| 6                              | Schweden           | 7                | 6                | 1                | 14               |
| 7                              | Südkorea           | 5                | 8                | 4                | 17               |
| 8                              | Schweiz            | 5                | 6                | 4                | 15               |
| 9                              | Frankreich         | 5                | 4                | 6                | 15               |
| 10                             | Österreich         | 5                | 3                | 6                | 14               |
| …                              | …                  | …                | …                | …                | …                |
| 28                             | Liechtenstein      | –                | –                | 1                | 1                |
| Vollständiger Medaillenspiegel |                    |                  |                  |                  |                  |

Die Olympischen Winterspiele 2018 (auch XXIII. Olympische Winterspiele genannt) fanden vom 9. bis 25. Februar 2018 in der südkoreanischen Region Pyeongchang statt. Für Südkorea waren es nach den Olympischen Spielen von Seoul 1988 die zweiten Olympischen Spiele im eigenen Land. Auf Pyeongchang folgten mit den Olympischen Spielen von Tokio 2020 und den Olympischen Winterspielen von Peking 2022 zwei weitere Olympische Spiele in Asien. Im Medaillenspiegel belegte Norwegen den ersten Platz. Das Team um Marit Bjørgen, die zur erfolgreichsten Winterolympionikin aufstieg, gewann insgesamt 39 Medaillen, davon 14 goldene sowie 14 silberne und 11 bronzene.

## Wahl des Austragungsortes
Im Rahmen der 123. Session des Internationalen Olympischen Komitees (IOC) in Durban (Südafrika) wurde am 6. Juli 2011 die Wahl des Austragungsortes durchgeführt. Als Austragungsorte bewarben sich München (Deutschland), Annecy (Frankreich) und Pyeongchang (Südkorea). An der Wahl beteiligten sich 95 Mitglieder des IOC. Bereits in der ersten Runde setzte sich Pyeongchang mit 63 Stimmen gegen 25 Stimmen für München und 7 Stimmen für Annecy durch.

## Sportstätten

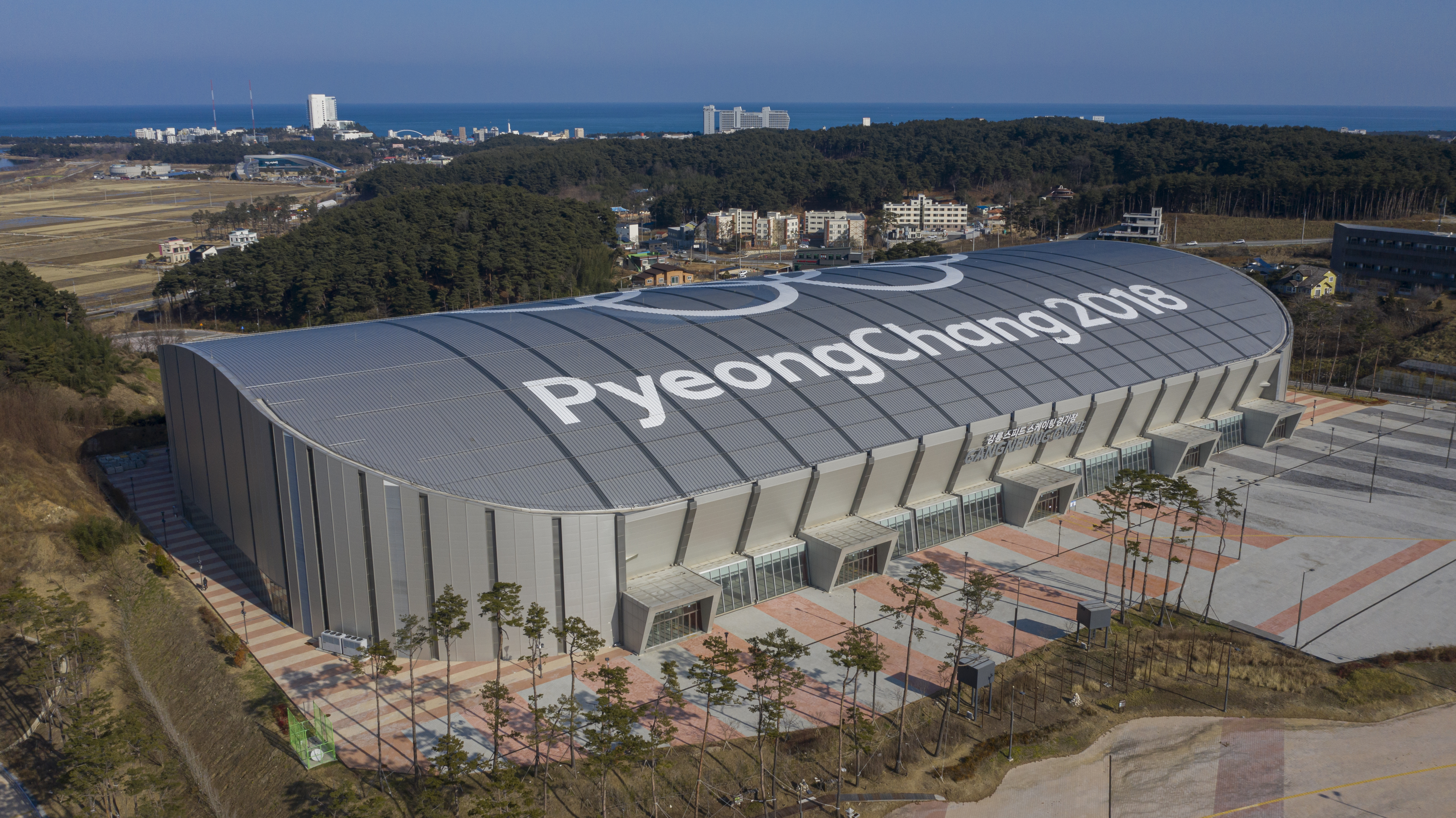
Gangneung Oval

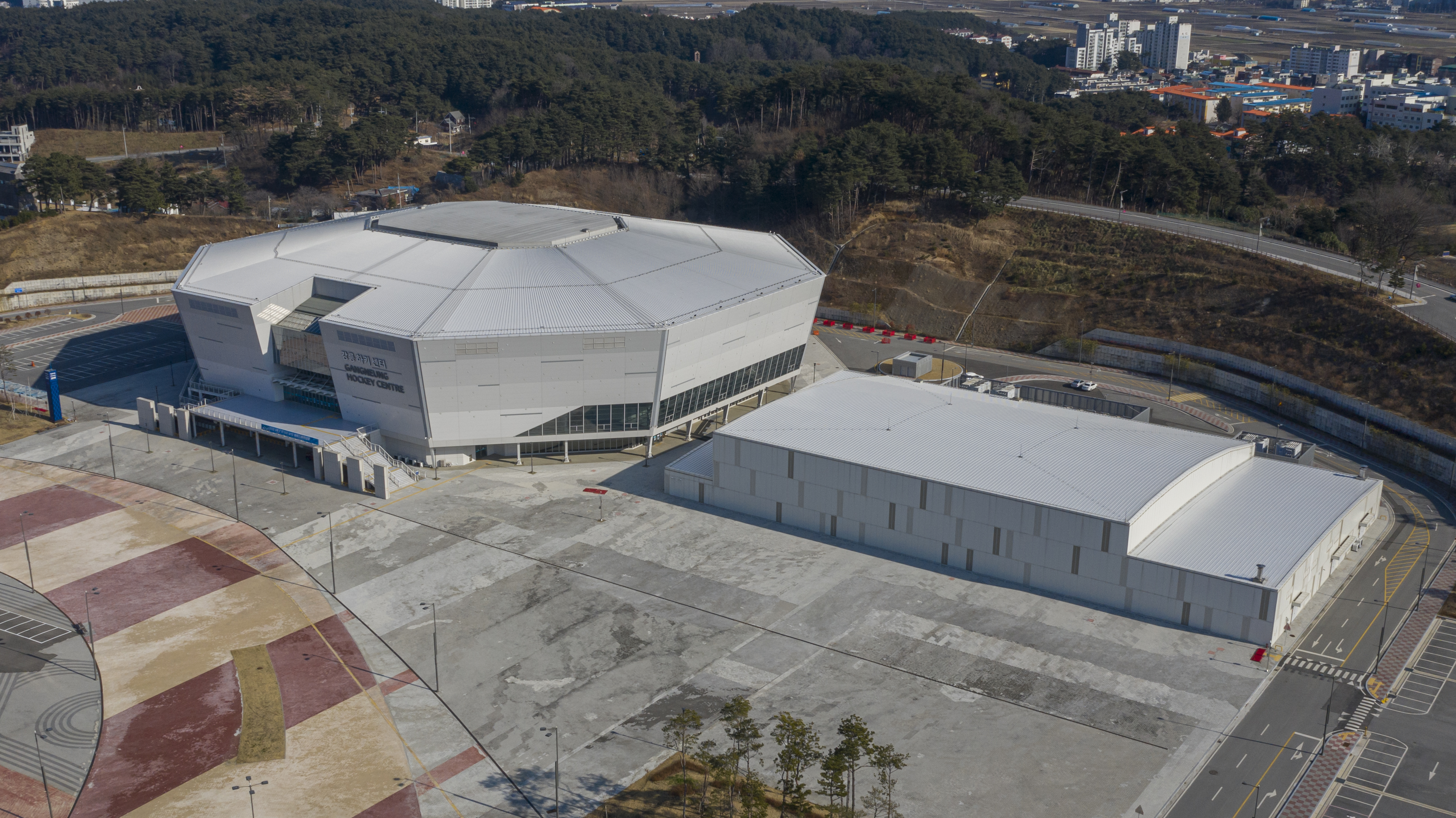
Gangneung Hockey Centre

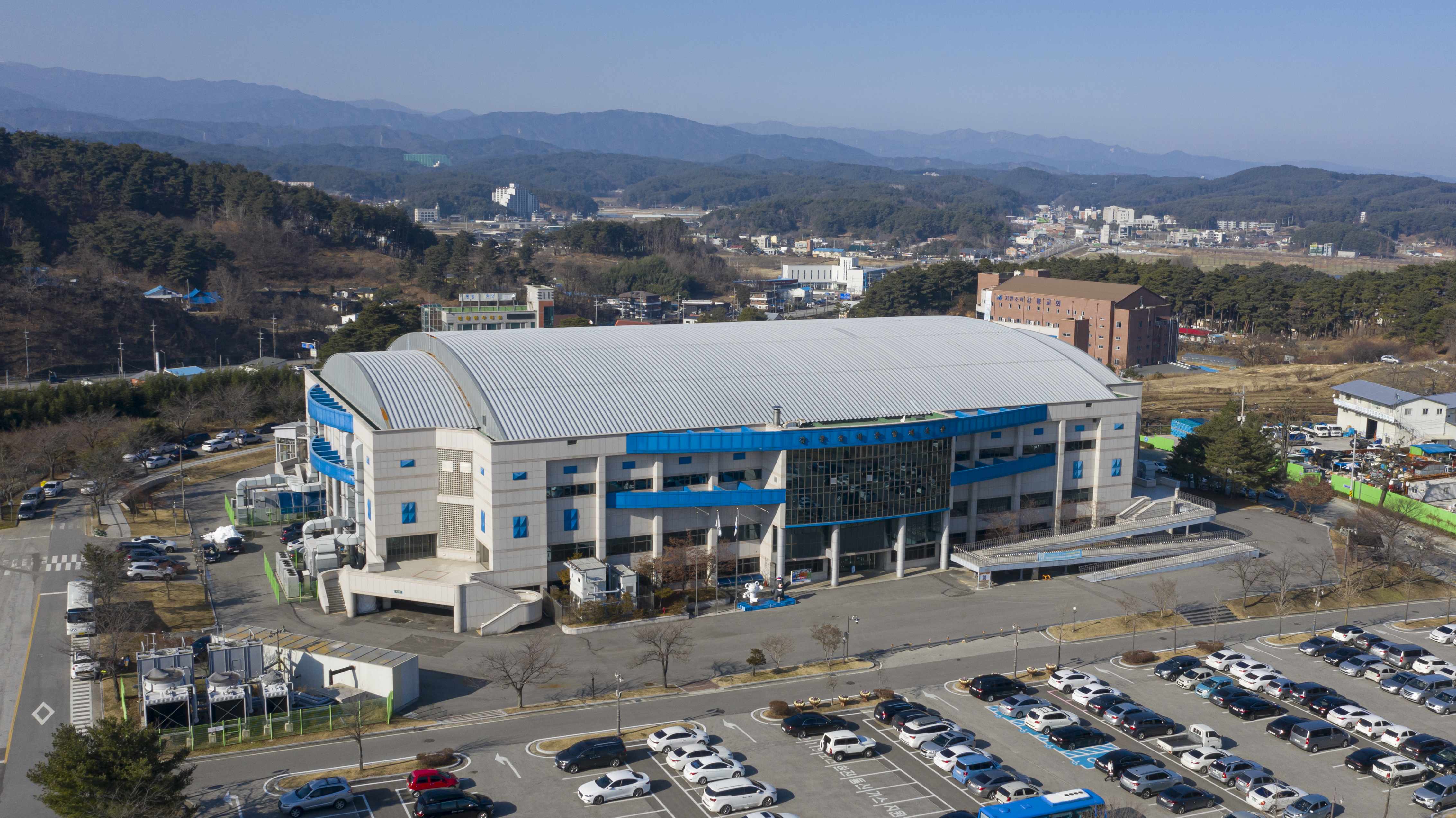
Gangneung Curling Centre

Die Sportstätten gliederten sich in das „PyeongChang Mountain Cluster“ und in das „Gangneung Coastal Cluster“. In der Bergregion Pyeongchang wurde vor allem Schneesport ausgetragen. In der Küstenregion Gangneung wurde vor allem Eissport ausgetragen.
Kritisiert wurden unter anderem die Umweltzerstörung und die Kostensteigerung im Zusammenhang mit den Sportstätten.
Das olympische Dorf war wie die Sportstätten zweigeteilt.
|  |

|  |

|  |

|  |

|  |

|  |

|  |

|  |

|  |

|  |

|  |

|  |

|  |

|  |

|  |

|  |

|  |

|  |

|  |

|  |

|  |

|  |

|  |

|  |

|  |

|  |

## Wettkampfprogramm
Es wurden 102 Wettkämpfe (51 für Männer, 44 für Frauen und 7 Mixed-Wettbewerbe) in 7 Sportarten/15 Disziplinen ausgetragen. Das waren 4 Wettbewerbe mehr als in Sotschi 2014 – die Anzahl der Sportarten/Disziplinen blieb gleich. Nachfolgend die Änderungen im Detail:
- Im Curling erweiterte das Mixed Doppel das Programm.
- Beim Eisschnelllauf wurde der Massenstart bei den Männern und Frauen hinzugefügt.
- Im Ski Alpin wurde der Mixed Teamwettkampf hinzugefügt.
- Beim Snowboard wurde der Big Air der Männer und Frauen hinzugefügt – dafür entfiel der Parallelslaloms der Männer und Frauen.

### Olympische Sportarten/Disziplinen
- Biathlon Gesamt (11) = Männer (5)/Frauen (5)/Mixed (1)
- Bobsport
  -  Bob Gesamt (3) = Männer (2)/Frauen (1)
  -  Skeleton Gesamt (2) = Männer (1)/Frauen (1)
- Curling Gesamt (3) = Männer (1)/Frauen (1)/Mixed (1)
- Eishockey Gesamt (2) = Männer (1)/Frauen (1)
- Eislauf
  -  Eiskunstlauf Gesamt (5) = Männer (1)/Frauen (1)/Mixed (3)
  -  Eisschnelllauf Gesamt (14) = Männer (7)/Frauen (7)
  -  Shorttrack Gesamt (8) = Männer (4)/Frauen (4)
- Rennrodeln Gesamt (4) = Männer (2)/Frauen (1)/Mixed (1)
- Skisport
  -  Freestyle-Skiing Gesamt (10) = Männer (5)/Frauen (5)
  -  Ski Alpin Gesamt (11) = Männer (5)/Frauen (5)/Mixed (1)
  - Ski Nordisch
    -  Nordische Kombination Gesamt (3) = Männer (3)
    -  Skilanglauf Gesamt (12) = Männer (6)/Frauen (6)
    -  Skispringen Gesamt (4) = Männer (3)/Frauen (1)

  -  Snowboard Gesamt (10) = Männer (5)/Frauen (5)

Anzahl der Wettkämpfe in Klammern

### Zeitplan
Der Zeitplan umfasste Veranstaltungen vom 7. bis 25. Februar 2018, wobei es witterungsbedingt zu mehreren Änderungen kam.
| Zeitplan        | Zeitplan         | Zeitplan              | Zeitplan | Zeitplan | Zeitplan | Zeitplan | Zeitplan | Zeitplan | Zeitplan | Zeitplan | Zeitplan | Zeitplan | Zeitplan | Zeitplan | Zeitplan | Zeitplan | Zeitplan | Zeitplan | Zeitplan | Zeitplan | Zeitplan | Zeitplan           |
| Disziplin       | Disziplin        | Disziplin             | Mi. 7.   | Do. 8.   | Fr. 9.   | Sa. 10.  | So. 11.  | Mo. 12.  | Di. 13.  | Mi. 14.  | Do. 15.  | Fr. 16.  | Sa. 17.  | So. 18.  | Mo. 19.  | Di. 20.  | Mi. 21.  | Do. 22.  | Fr. 23.  | Sa. 24.  | So. 25.  | Ent- schei- dungen |
| Disziplin       | Disziplin        | Disziplin             | Februar  | Februar  | Februar  | Februar  | Februar  | Februar  | Februar  | Februar  | Februar  | Februar  | Februar  | Februar  | Februar  | Februar  | Februar  | Februar  | Februar  | Februar  | Februar  | Ent- schei- dungen |
| --------------- | ---------------- | --------------------- | -------- | -------- | -------- | -------- | -------- | -------- | -------- | -------- | -------- | -------- | -------- | -------- | -------- | -------- | -------- | -------- | -------- | -------- | -------- | ------------------ |
| Eröffnungsfeier |                  |                       |          |          |          |          |          |          |          |          |          |          |          |          |          |          |          |          |          |          |          |                    |
| Biathlon        | Biathlon         | Biathlon              |          |          |          | 1        | 1        | 2        |          |          | 2        |          | 1        | 1        |          | 1        |          | 1        | 1        |          |          | 11                 |
| Bob- sport      | Bob              | Bob                   |          |          |          |          |          |          |          |          |          |          |          |          | 1        |          | 1        |          |          |          | 1        | 3                  |
| Bob- sport      | Skeleton         | Skeleton              |          |          |          |          |          |          |          |          |          | 1        | 1        |          |          |          |          |          |          |          |          | 2                  |
| Curling         | Curling          | Curling               |          |          |          |          |          |          | 1        |          |          |          |          |          |          |          |          |          |          | 1        | 1        | 3                  |
| Eishockey       | Eishockey        | Eishockey             |          |          |          |          |          |          |          |          |          |          |          |          |          |          |          | 1        |          |          | 1        | 2                  |
| Eislauf         | Eiskunstlauf     | Eiskunstlauf          |          |          |          |          |          | 1        |          |          | 1        |          | 1        |          |          | 1        |          |          | 1        |          |          | 5                  |
| Eislauf         | Eisschnelllauf   | Eisschnelllauf        |          |          |          | 1        | 1        | 1        | 1        | 1        | 1        | 1        |          | 1        | 1        |          | 2        |          | 1        | 2        |          | 14                 |
| Eislauf         | Shorttrack       | Shorttrack            |          |          |          | 1        |          |          | 1        |          |          |          | 2        |          |          | 1        |          | 3        |          |          |          | 8                  |
| Rennrodeln      | Rennrodeln       | Rennrodeln            |          |          |          |          | 1        |          | 1        | 1        | 1        |          |          |          |          |          |          |          |          |          |          | 4                  |
| Skisport        | Freestyle-Skiing | Freestyle-Skiing      |          |          |          |          | 1        | 1        |          |          |          | 1        | 1        | 2        |          | 1        | 1        | 1        | 1        |          |          | 10                 |
| Skisport        | Ski Alpin        | Ski Alpin             |          |          |          |          |          |          | 1        |          | 2        | 2        | 1        | 1        |          |          | 1        | 2        |          | 1        |          | 11                 |
| Skisport        | Ski Nordisch     | Nordische Kombination |          |          |          |          |          |          |          | 1        |          |          |          |          |          | 1        |          | 1        |          |          |          | 3                  |
| Skisport        | Ski Nordisch     | Skilanglauf           |          |          |          | 1        | 1        |          | 2        |          | 1        | 1        | 1        | 1        |          |          | 2        |          |          | 1        | 1        | 12                 |
| Skisport        | Ski Nordisch     | Skispringen           |          |          |          | 1        |          | 1        |          |          |          |          | 1        |          | 1        |          |          |          |          |          |          | 4                  |
| Skisport        | Snowboard        | Snowboard             |          |          |          |          | 1        | 1        | 1        | 1        | 1        | 1        |          |          |          |          |          | 1        |          | 3        |          | 10                 |
| Schlussfeier    |                  |                       |          |          |          |          |          |          |          |          |          |          |          |          |          |          |          |          |          |          |          |                    |
| Entscheidungen  | Entscheidungen   | Entscheidungen        |          |          |          | 5        | 6        | 7        | 8        | 4        | 9        | 7        | 9        | 6        | 3        | 5        | 7        | 10       | 4        | 8        | 4        | 102                |
|                 |                  |                       | Mi. 7.   | Do. 8.   | Fr. 9.   | Sa. 10.  | So. 11.  | Mo. 12.  | Di. 13.  | Mi. 14.  | Do. 15.  | Fr. 16.  | Sa. 17.  | So. 18.  | Mo. 19.  | Di. 20.  | Mi. 21.  | Do. 22.  | Fr. 23.  | Sa. 24.  | So. 25.  |                    |
| Februar         |                  |                       |          |          |          |          |          |          |          |          |          |          |          |          |          |          |          |          |          |          |          |                    |

Farblegende

## Teilnehmer
Es traten rund 2900 Athleten aus 93 Ländern an. Unter den Athleten waren rund 1700 Männer und rund 1200 Frauen. Unter den Ländern waren 91 Nationale Olympische Komitees, die „Olympischen Athleten aus Russland“ und „Korea“.

Länder mit teilnehmenden Mannschaften
Länder nahmen erstmals an Winterspielen teil

Die beiden Sonderfälle ergaben sich durch den Betrug von Russland und durch die Verhandlungen zwischen Südkorea und Nordkorea.
Ecuador, Eritrea, Kosovo, Malaysia, Nigeria und Singapur nahmen erstmals an Olympischen Winterspielen teil.
| Teilnehmer der XXIII. Olympischen Winterspiele | Teilnehmer der XXIII. Olympischen Winterspiele | Teilnehmer der XXIII. Olympischen Winterspiele |
| Europa (1.704 Athleten aus 49 Ländern) | Europa (1.704 Athleten aus 49 Ländern) | Europa (1.704 Athleten aus 49 Ländern) |
| --- | --- | --- |
| - Albanien (2) - Andorra (5) - Armenien (3) - Aserbaidschan (1) - Belarus (33) - Belgien (22) - Bosnien und Herzegowina (4) - Bulgarien (21) - Dänemark (17) - Deutschland (152) - Estland (22) - Finnland (105) - Frankreich (106) - Georgien (4) - Griechenland (4) - Großbritannien (58) - Irland (5) | - Island (5) - Israel (10) - Italien (120) - Kosovo * (1) - Kroatien (19) - Lettland (34) - Liechtenstein (3) - Litauen (9) - Luxemburg (1) - Malta (1) - Mazedonien (3) - Moldau (2) - Monaco (4) - Montenegro (3) - Niederlande (34) - Norwegen (109) - Österreich (104) | - Polen (62) - Portugal (2) - Rumänien (27) - San Marino (1) - Schweden (116) - Schweiz (167) - Serbien (4) - Slowakei (56) - Slowenien (71) - Spanien (13) - Tschechien (96) - Türkei (8) - Ukraine (33) - Ungarn (19) - Zypern (1) |
| Amerika (505 Athleten aus 12 Ländern) | | |
| - Argentinien (7) - Bermuda (1) - Bolivien (2) - Brasilien (9) | - Chile (7) - Ecuador * (1) - Jamaika (3) - Kanada (225) | - Kolumbien (4) - Mexiko (4) - Puerto Rico (1) - Vereinigte Staaten (241) |
| Asien (415 Athleten aus 19 Ländern) | | |
| - China, Volksrepublik (80) - Chinesisch Taipeh (4) - Hongkong (China) (1) - Indien (2) - Iran (4) - Japan (124) - Kasachstan (46) | - Kirgisistan (2) - Korea, DVR (10) - Korea, Republik (123) - Libanon (3) - Malaysia * (2) - Mongolei (2) | - Osttimor (1) - Pakistan (2) - Philippinen (2) - Singapur * (1) - Thailand (4) - Usbekistan (2) |
| Ozeanien (73 Athleten aus 3 Ländern) | | |
| - Australien (50) | - Neuseeland (20) | - Tonga (1) |
| Afrika (11 Athleten aus 8 Ländern) | | |
| - Eritrea * (1) - Ghana (1) - Kenia (1) | - Madagaskar (1) - Marokko (2) - Nigeria * (3) | - Südafrika (1) - Togo (1) |
| Sonstige (203 Athleten) | | |
| - Korea * (35) | - Olympische Athleten aus Russland * (168) | |
| (Anzahl der Athleten) * erstmalige Teilnahme an Winterspielen | | |

## Erfolgreichste Athleten
| Die erfolgreichsten Teilnehmer | Die erfolgreichsten Teilnehmer | Die erfolgreichsten Teilnehmer | Die erfolgreichsten Teilnehmer | Die erfolgreichsten Teilnehmer | Die erfolgreichsten Teilnehmer | Die erfolgreichsten Teilnehmer | Die erfolgreichsten Teilnehmer |
| Rang                           | Sportler                       | Land                           | Sportart                       | Gold                           | Silber                         | Bronze                         | Gesamt                         |
| ------------------------------ | ------------------------------ | ------------------------------ | ------------------------------ | ------------------------------ | ------------------------------ | ------------------------------ | ------------------------------ |
| 1                              | Johannes Høsflot Klæbo         | Norwegen                       | Skilanglauf                    | 3                              | 0                              | 0                              | 3                              |
| 2                              | Marit Bjørgen                  | Norwegen                       | Skilanglauf                    | 2                              | 1                              | 2                              | 5                              |
| 3                              | Simen Hegstad Krüger           | Norwegen                       | Skilanglauf                    | 2                              | 1                              | 0                              | 3                              |
| 3                              | Martin Johnsrud Sundby         | Norwegen                       | Skilanglauf                    | 2                              | 1                              | 0                              | 3                              |
| 5                              | Laura Dahlmeier                | Deutschland                    | Biathlon                       | 2                              | 0                              | 1                              | 3                              |
| 5                              | Eric Frenzel                   | Deutschland                    | Nordische Kombination          | 2                              | 0                              | 1                              | 3                              |
| 7                              | Tobias Arlt                    | Deutschland                    | Rennrodeln                     | 2                              | 0                              | 0                              | 2                              |
| 7                              | Choi Min-jeong                 | Südkorea                       | Shorttrack                     | 2                              | 0                              | 0                              | 2                              |
| 7                              | Martin Fourcade                | Frankreich                     | Biathlon                       | 2                              | 0                              | 0                              | 2                              |
| 7                              | Francesco Friedrich            | Deutschland                    | Bob                            | 2                              | 0                              | 0                              | 2                              |
| 7                              | Natalie Geisenberger           | Deutschland                    | Rennrodeln                     | 2                              | 0                              | 0                              | 2                              |
| 7                              | Ragnhild Haga                  | Norwegen                       | Skilanglauf                    | 2                              | 0                              | 0                              | 2                              |
| 7                              | Marcel Hirscher                | Österreich                     | Ski Alpin                      | 2                              | 0                              | 0                              | 2                              |
| 7                              | Ester Ledecká                  | Tschechien                     | Snowboard/Ski Alpin            | 2                              | 0                              | 0                              | 2                              |
| 7                              | Thorsten Margis                | Deutschland                    | Bob                            | 2                              | 0                              | 0                              | 2                              |
| 7                              | Johannes Rydzek                | Deutschland                    | Nordische Kombinination        | 2                              | 0                              | 0                              | 2                              |
| 7                              | Nana Takagi                    | Japan                          | Eisschnelllauf                 | 2                              | 0                              | 0                              | 2                              |
| 7                              | Tobias Wendl                   | Deutschland                    | Rennrodeln                     | 2                              | 0                              | 0                              | 2                              |

## Zeremonien

### Eröffnungsfeier
Die Eröffnungsfeier fand am 9. Februar 2018 um 12 Uhr mitteleuropäischer Zeit im PyeongChang Olympic Stadium statt. Das Staatsoberhaupt von Südkorea, Präsident Moon Jae-in, erklärte die XXIII. Olympischen Winterspiele für eröffnet. Der Athlet Mo Tae-bum (Eisschnelllauf), der Kampfrichter Kim Woosik (Freestyle-Skiing und Snowboard) und der Trainer Park Ki-ho (nordische Kombination) leisteten den olympischen Eid. Die letzte Fackelträgerin in der olympischen Staffel war Kim Yuna (Eiskunstlauf). Während bei den Olympischen Spielen in Seoul die olympische Hymne erstmals auf Koreanisch gesungen wurde, entschieden sich die Organisatoren die Hymne für die griechische Ursprungsversion.

### Schlussfeier
Die Schlussfeier fand am 25. Februar 2018 um 12 Uhr mitteleuropäischer Zeit im PyeongChang Olympic Stadium statt. Der Bürgermeister von Pyeongchang, Shim Jae-kook, gab die olympische Flagge weiter; sein Amtskollege aus Peking, Chen Jining, nahm sie entgegen.

## Symbolik

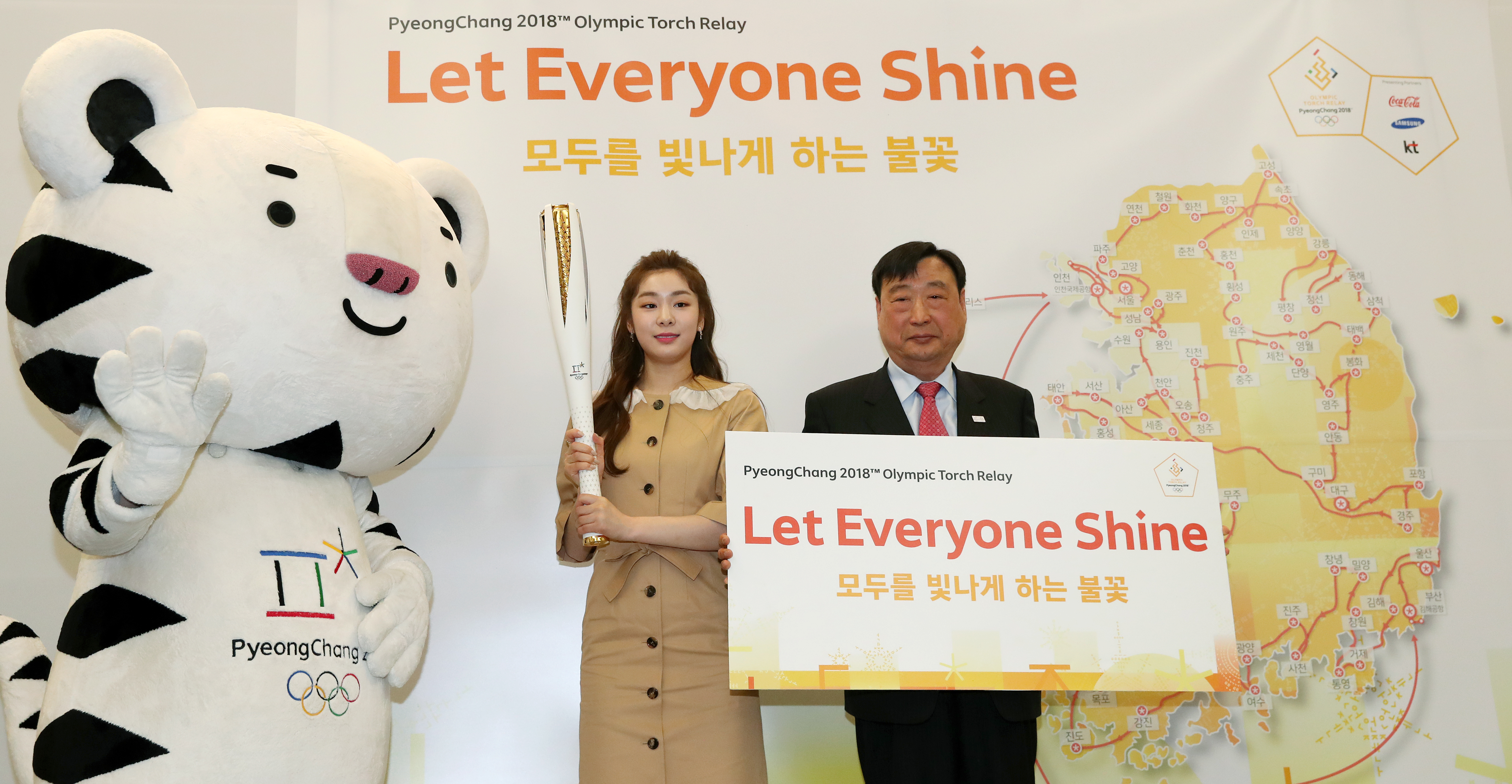
Präsentation der Fackeln

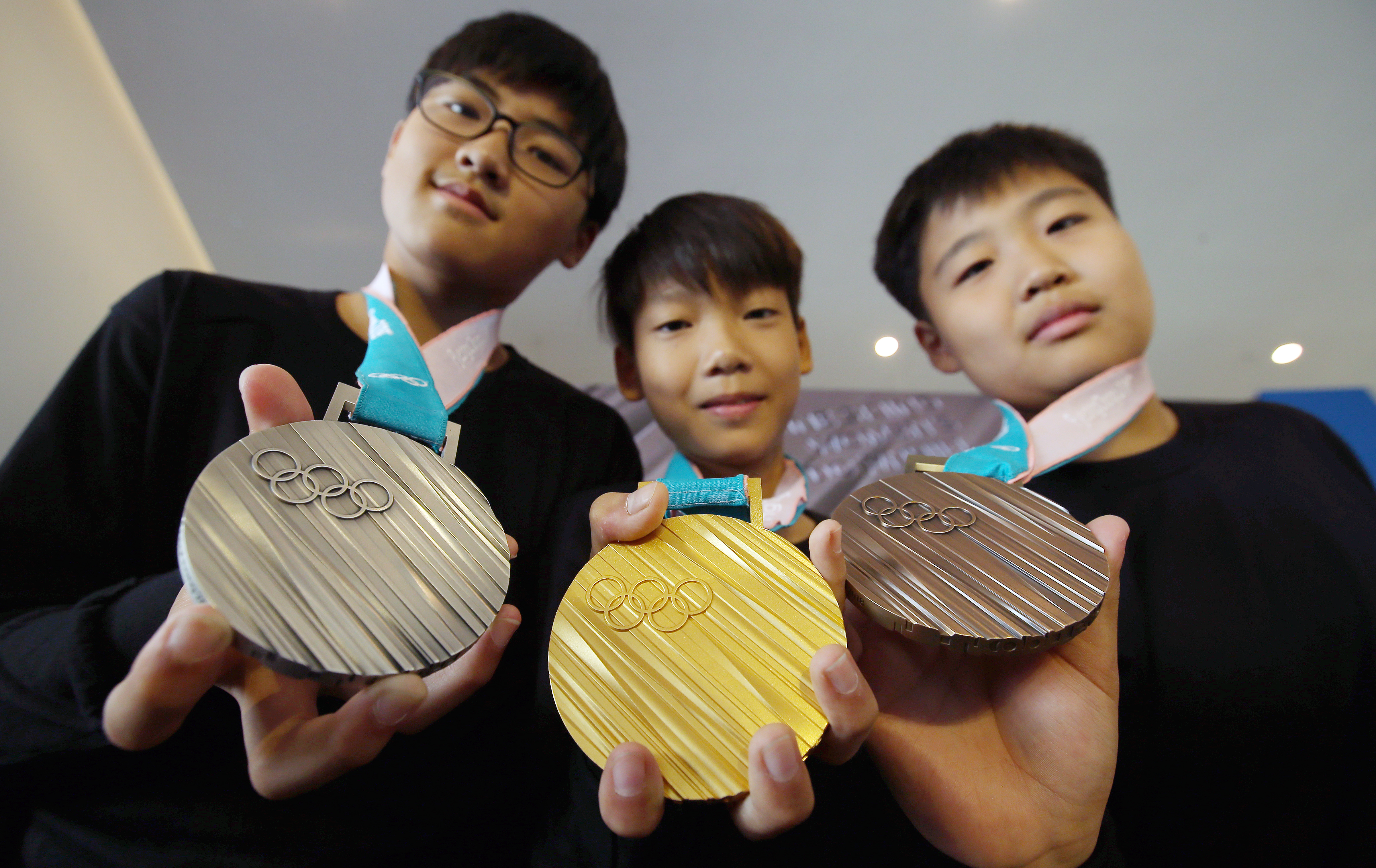
Präsentation der Medaillen

### Logo
Das Logo bestand aus den Buchstaben „ㅍ“ („p“) und „ㅊ“ („ch“), verwies also auf die Anlaute der Silben des Austragungsortes. Die eingesetzten Formen standen für den Himmel, die Erde und die Menschen in Südkorea sowie für den Schnee, das Eis und die Stars der Olympischen Winterspiele. Die eingesetzten Farben standen für die südkoreanische Kunst sowie für die olympischen Ringe.

### Motto
Das Motto bestand aus den Wörtern „열정“ („Hingabe“) und „하나된“ („vereinigt“), verwies also auf die Hingabe der durch südkoreanische Technologie verbundenen Generationen für die Olympischen Winterspiele.

### Fackeln
Die Fackeln repräsentierten die Natur und die Kultur des Gastgeberlandes, wobei die 700 Millimeter betragende Höhe von der Lage des Austragungsortes auf 700 Metern, die weiße Farbe von koreanischem Schnee und die kurvige Form von koreanischem Porzellan inspiriert war. Die Konstruktion war auf Tiefsttemperaturen von bis zu −35 °C und Windgeschwindigkeiten von bis zu 35 m/s sowie auf eine Flammengröße von 20 cm und eine Brenndauer von 15 min ausgelegt.

### Medaillen
Die Medaillen repräsentierten die Geschichte des Gastgeberlandes, wobei die Plaketten aus Metall vom koreanischen Alphabet, die Bänder aus Stoff von den traditionellen koreanischen Trachten und die Hüllen aus Holz von den traditionellen koreanischen Häusern inspiriert waren.

### Maskottchen
Das Maskottchen war Soohorang, ein weißer Tiger, welcher in der koreanischen Mythologie den Schutz symbolisiert. Entsprechend leitete sich der Name von den koreanischen Begriffen für „Schutz“ und für „Tiger“ ab.

## Eintrittskarten
Im Februar 2017 begann der Verkauf von Eintrittskarten.
Die Preise lagen zwischen ca. 20 € und ca. 1.300 €. Am teuersten waren die Eintrittskarten für die Eröffnungsfeier und für die Abschlussfeier. Günstiger waren die Eintrittskarten für die eigentlichen Wettkämpfe, bei denen sich die Preise je nach Popularität der Disziplin in Südkorea unterschieden.

## Übertragungsrechte
Im Juni 2015 verkaufte das Internationale Olympische Komitee die Übertragungsrechte in Europa von 2018 bis 2024 für ca. 1,3 Mrd. € an Discovery Communications.
Eurosport übertrug als Senderfamilie von Discovery Communications die Veranstaltung in ganz Europa. Außerdem wurde die Veranstaltung in den einzelnen Ländern von Senderfamilien mit Sublizenzen übertragen, so zum Beispiel von ARD und ZDF in Deutschland, dem ORF in Österreich oder der SRG SSR in der Schweiz.

## Kritik

### Doping und Dopingverdacht
Am 5. Dezember 2017 schloss das Internationale Olympische Komitee das Nationale Olympische Komitee Russlands infolge des McLaren-Reports wegen eines staatlich gelenkten Dopingsystems von den XXIII. Olympischen Winterspielen aus. Russische Athleten, die nicht Teil des Dopingsystems gewesen sein sollen, durften unter dem Namen „Olympische Athleten aus Russland“, also mit olympischer Flagge und mit olympischer Hymne, antreten. Am 1. Februar 2018 hob der Internationale Sportgerichtshof zahlreiche lebenslange Olympia-Sperren gegen russische Athleten aus Mangel an Beweisen auf. Die Betroffenen wurden zwar bei den vorherigen Olympischen Winterspielen wieder gewertet, wurden aber nicht für die anstehenden Olympischen Winterspiele eingeladen.
Am 29. Januar 2018 veröffentlichte die ARD-Dopingredaktion einen Bericht, wonach die geplanten Dopingkontrollflaschen relativ einfach zu kopieren seien. Dies sei eine weitere Möglichkeit, Dopingproben zu manipulieren.
Am 4. Februar 2018 veröffentlichte ein Netzwerk aus der deutschen Fernsehanstalt ARD, der schwedischen Fernsehanstalt SVT, der britischen Sonntagszeitung Sunday Times und dem schweizerischen Onlinemagazin Republik einen Bericht, wonach mindestens ein Drittel aller Medaillen im Skilanglauf bei Olympischen Winterspielen und Weltmeisterschaften zwischen 2001 und 2017 von Athleten mit verdächtigen Blutwerten gewonnen worden seien. Auch 2018 in Pyeongchang seien mindestens 50 Skilangläufer qualifiziert, die in der Vergangenheit bereits verdächtige Blutwerte aufgewiesen hätten.
Während der XXIII. Olympischen Winterspiele gab es vier Dopingfälle. So wurde der japanische Shorttracker Kei Saito positiv auf das Diuretikum Acetazolamid, der slowenische Eishockeyspieler Žiga Jeglič positiv auf das Asthmamittel Fenoterol, der russische Curler Alexander Alexandrowitsch Kruschelnizki positiv auf das Herzmittel Meldonium und die russische Bobfahrerin Nadeschda Wiktorowna Sergejewa positiv auf das Herzmittel Trimetazidin getestet. Alle vier Athleten wurden von der Veranstaltung ausgeschlossen. Außerdem wurden dem russischen Curler und seiner Partnerin die zuvor gewonnene Bronzemedaille bei den Mixed Doubles aberkannt und dem norwegischen Team Kristin Skaslien/Magnus Nedregotten zugesprochen.
Laut Recherchen des norwegischen Fernsehens fanden sich im Gepäck der norwegischen Aktiven ungewöhnlich große Mengen Asthmamittel, die potentiell leistungssteigernd sein können. Martin Johnsrud Sundby war bereits 2016 wegen Einnahme eines Asthmamittels gesperrt worden.

### Sicherheitsproblematik
Im Vorfeld der XXIII. Olympischen Winterspiele gab es die Sorge, der Konflikt zwischen Südkorea und Nordkorea könne eskalieren.
Am 1. Januar 2018 sagte der nordkoreanische Machthaber Kim Jong-un in seiner Neujahrsansprache, dass die beiden Länder wieder gemeinsame Gespräche führen sollten. Am 9. Januar 2018 trafen sich Regierungsvertreter beider Länder und einigten sich unter anderem auf Athleten aus Nordkorea bei den Wettkämpfen in Südkorea. Am 17. Januar 2018 sagte ein Sprecher des südkoreanischen Vereinigungsministeriums, dass die beiden Länder unter dem Namen „Korea“ bei der Eröffnungsfeier gemeinsam einlaufen und im Frauen-Eishockey gemeinsam antreten würden.
Die offizielle Delegation aus Nordkorea wurde bei der Eröffnungsfeier von Kim Yŏng-nam (protokollarisches Staatsoberhaupt) sowie Kim Yo-jong (Schwester von Kim Jong-un) und bei der Abschlussfeier von Kim Yong-chol (General) angeführt.
Angesichts der Cyberattacke auf Südkorea 2013 und dem Angriff auf Sony 2014 waren im Vorfeld der Spiele nicht nur Brände und Erdbeben, sondern auch Cyber-Angriffe trainiert worden. Dennoch gelangte Malware („Olympic Destroyer“) in die Systeme und legte am Eröffnungstag nahezu die gesamte IT lahm.

### Umweltzerstörung
Bei der Erschließung des Jeongseon Alpine Centre am Gariwangsan wurden rund 60.000 teils jahrhundertealte Bäume gefällt. Nach Protesten wurde allerdings der vorgesehene Abfahrtsstart verlegt, die zusätzliche Frauenstrecke gestrichen und der sogenannte „Zauberbaum“ umfahren. Der Anteil an Kunstschnee lag bei über 90 Prozent, was einen enormen Wasser- und Stromverbrauch verursachte.

### Kostensteigerung
Mit einem Gesamtbudget von ca. 10,1 Mrd. € waren die XXIII. Olympischen Winterspiele und die XII. Paralympischen Winterspiele ungefähr doppelt so teuer wie ursprünglich geplant. Damit waren sie aber immer noch deutlich günstiger als die vorherigen Olympischen Winterspiele und die vorherigen Paralympischen Winterspiele, die ungefähr das Vierfache gekostet hatten.

## XII. Paralympische Winterspiele
Die XII. Paralympischen Winterspiele, eine analoge Veranstaltung für Menschen mit Behinderung, wurden anschließend von 9. bis 18. März 2018 ebenfalls in Pyeongchang (Südkorea) ausgetragen.